# Carof Bakoua
Carof Bakoua (ur. 9 września 1993 w Brazzaville) – kongijski piłkarz grający na pozycji środkowego obrońcy. Od 2021 jest piłkarzem klubu CSMD Diables Noirs.

## Kariera klubowa
Swoją karierę piłkarską Bakoua rozpoczął w klubie CSMD Diables Noirs. W 2012 roku zadebiutował w jego barwach w pierwszej lidze kongijskiej. W debiutanckim sezonie wywalczył z nim wicemistrzostwo oraz Puchar Konga. W latach 2013-2017 był zawodnikiem AC Léopards. Trzykrotnie został z nim mistrzem kraju w sezonach 2013, 2016 i 2017 oraz sięgnął po trzy puchary kraju, w tych samych latach. W 2018 roku wrócił do Diables Noirs i zdobył z nim Puchar Konga. Z kolei w 2019 roku był zawodnikiem AS Otohô, który w sezonach 2018/2019 i 2019/2020 został mistrzem Konga. Wiosną 2020 grał w marokańskim Olympique Khouribga, a w sezonie 2020/2021 był zawodnikiem innego marokańskiego klubu, Renaissance Zemamra. Latem 2021 powrócił do Diables Noirs. W sezonach 2021/2022 i 2022/2023 dwukrotnie został wicemistrzem Konga oraz zdobył dwa Puchary Konga.

## Kariera reprezentacyjna
W reprezentacji Konga Bakoua zadebiutował 14 czerwca 2015 w zremisowanym 1:1 meczu kwalifikacji do Pucharu Narodów Afryki 2017 z Kenią, rozegranym w Brazzaville.